# Days Are Gone
Days Are Gone é o álbum de estreia da banda feminina de Indie rock estadunidense Haim, lançado em 27 de setembro de 2013 pela gravadora Polydor. Para sua divulgação, foram lançados quatro singles: "Forever", "Don't Save Me", "Falling" e "The Wire".

## Antecedentes
A banda Haim é formada por três irmãs: Este, Danielle e Alana Haim. Após elas se unirem em um grupo musical, em 10 de fevereiro de 2012 foi lançado o primeiro trabalho da banda, um EP independente intitulado Forever, que foi disponibilizado para download gratuito por um tempo limitado, e que posteriormente ficou disponível para compra na iTunes Store. O EP trouxe para as meninas um pouco de reconhecimento por parte da imprensa mundial e do público, lhes rendendo ainda um show no festival South by South West em março de 2012. Em junho do mesmo ano, elas assinaram um contrato com a gravadora inglesa Polydor Records, empresa que viria a ser a responsável pelo lançamento do primeiro álbum de estúdio do grupo. Em 4 de janeiro de 2013, a BBC elegeu Haim como a maior promessa musical de 2013.

## Singles
| 2012                                                    | "Forever"       | — | —  | —  | 148 | —  | 49 | 75 |
| 2012                                                    | "Don't Save Me" | — | 66 | 32 | —   | 70 | —  | 32 |
| 2013                                                    | "Falling"       | — | 86 | —  | —   | —  | —  | 30 |
| 2013                                                    | "The Wire"      | — | 12 | 17 | —   | 26 | 56 | 16 |
| "—" indica uma canção que não entrou na parada musical. |                 |   |    |    |     |    |    |    |

## Recepção da crítica
| Críticas profissionais | Críticas profissionais |
| Pontuações agregadas   | Pontuações agregadas   |
| Fonte                  | Avaliação              |
| ---------------------- | ---------------------- |
| Metacritic             | 79/100                 |
| Avaliações da crítica  |                        |
| Fonte                  | Avaliação              |
| PopMatters             | 8 de 10 estrelas.      |
| The A.V. Club          | B+                     |
| The Guardian           | 4 de 5 estrelas.       |

Após seu lançamento, Days Are Gone recebeu comentários bastante positivos da crítica especializada. O portal Metacritic, com base em trinta e quatro resenhas, concedeu ao disco uma média de 79 pontos, em uma escala que vai até 100. Alexis Petridis do jornal britânico The Guardian classificou o álbum com quatro estrelas de cinco possíveis, dizendo que sua sonoridade remete-se aos anos 80, e que qualquer pessoa que tenha memórias dessa época iria notar essa influência. Petridis ressaltou que as músicas soam "sinceras e simples", declarando ainda que "A qualidade não cai. Os coros estão sempre em evidência. Quase todas as faixas soam como um hit potencial. Se ninguém se deslumbrar com a contundência e originalidade de palavras [presentes nos versos] isso realmente não importa quando se está pronto para ouvir canções não exageradas". Becca James do periódico The A.V. Club também elogiou a obra, escrevendo que tratava-se de um trabalho com um conjunto de melodias sólidas e que poderiam facilmente fazer sucesso, além de ressaltar que "Pode ser um exagero dizer que com Days Are Gone, o Haim dá uma indicação para o que veio, pois a banda já está definida [musicalmente]. Mas as integrantes de vinte e poucos anos ainda são jovens, e, sem dúvidas, podem mudar o seu estilo de acordo com suas novas experiências [de vida]". Becca James terminou sua resenha do álbum classificando-o com uma nota "B+".
Assim como outros críticos, Matt James do site PopMatters também foi positivo em seu comentário, embora tenha destacado que Days Are Gone "não é revolucionário, nem capaz de mudar vidas como grandes formas de arte, mas mostra uma Haim audaciosa, entusiasmada, com uma essência fresca e revigorante, contagiante, como [na frase] Joie de vivre,  focado basicamente nas coisas boas"; ele classificou o álbum com uma nota 8 de 10. Para Mikael Wood, do jornal Los Angeles Times, a estreia discográfica de Haim é "fresca" e "irresístivel", com "irmãs de vozes apelativas e sussuradas que se entregam [ao público] agradavelmente e idiossincraticamente. Recicladoras experientes, mas comprometidas com a sua geração, as jovens integrantes fazem o que funcionou antigamente funcionar hoje", opinou o crítico.

## Lista de faixas
Esta é a tracklist oficial do disco:
| Edição padrão |                               |                                                          |                                                                       |         |  |
| N.º           | Título                        | Compositor(es)                                           | Produtor(es)                                                          | Duração |  |
| 1.            | "Falling"                     | Este Haim, Danielle Haim, Alana Haim, Morgan Meyn Nagler | Ariel Rechtshaid, Este Haim, Danielle Haim, Alana Haim, Tommy Forrest | 4:17    |  |
| 2.            | "Forever"                     | E. Haim, D. Haim, A. Haim                                | Ludwig Göransson, D. Haim, A. Haim, E. Haim                           | 4:05    |  |
| 3.            | "The Wire"                    | E. Haim, D. Haim, A. Haim                                | Rechtshaid, D. Haim, A. Haim, E. Haim                                 | 4:05    |  |
| 4.            | "If I Could Change Your Mind" | E. Haim, D. Haim, A. Haim, James Ford                    | James Ford D. Haim, A. Haim, E. Haim                                  | 3:50    |  |
| 5.            | "Honey & I"                   | E. Haim, D. Haim, A. Haim                                | Rechtshaid, D. Haim, A. Haim, E. Haim                                 | 4:11    |  |
| 6.            | "Don't Save Me"               | E. Haim, D. Haim, A. Haim                                | Ford, D. Haim, A. Haim, E. Haim                                       | 3:51    |  |
| 7.            | "Days Are Gone"               | E. Haim, D. Haim, A. Haim, Jessie Ware, Tom Hull         | Rechtshaid, D. Haim, A. Haim, E. Haim                                 | 3:33    |  |
| 8.            | "My Song 5"                   | E. Haim, D. Haim, A. Haim, Ariel Rechtshaid              | Rechtshaid, D. Haim, A. Haim, E. Haim                                 | 3:53    |  |
| 9.            | "Go Slow"                     | E. Haim, D. Haim, A. Haim                                | Göransson, D. Haim, A. Haim, E. Haim                                  | 4:17    |  |
| 10.           | "Let Me Go"                   | E. Haim, D. Haim, A. Haim                                | Rechtshaid, D. Haim, A. Haim, E. Haim                                 | 4:08    |  |
| 11.           | "Running If You Call My Name" | E. Haim, D. Haim, A. Haim, Rechtshaid                    | Rechtshaid, D. Haim, A. Haim, E. Haim                                 | 4:04    |  |

| Edição deluxe do iTunes |                               |         |  |
| N.º                     | Título                        | Duração |  |
| 12.                     | "Send Me Down"                | 4:18    |  |
| 13.                     | "Edge"                        | 3:39    |  |
| 14.                     | "Falling" (Duke Dumont Remix) | 5:36    |  |
| 15.                     | "Go Slow" (Versão demo)       | 2:45    |  |

## Desempenho nas paradas musicais
Em sua primeira semana de comercialização, Days Are Gone vendeu mais de 26 mil cópias nos Estados Unidos; sendo que deste total, 85% veio através de downloads pagos em lojas virtuais como iTunes Store e Amazon.com. Por conta deste número, o disco atingiu a sexta posição da Billboard 200, uma parada musical que lista os duzentos álbuns mais vendidos a cada semana em território estadunidense. Além disso, Days Are Gone posicionou-se na vice liderança no Alternative Albums e no Rock Albums, que são duas paradas genéricas, também publicadas pela revista Billboard dos Estados Unidos, que enumeram apenas os compactos de gênero alternativo e de rock, respectivamente; em ambas, o projeto de estreia da banda Haim ficou atrás de Pure Heroine, da cantora neozelandesa Lorde. O disco também obteve desempenhos favoráveis em outros países, como no Reino Unido, por exemplo, onde na primeira semana comercializou mais de 37 mil cópias, número superior ao conquistado nos Estados Unidos, que é o país de origem da banda. Essa cifra foi o suficiente para levar Days Are Gone ao topo da parada britânica. Na Austrália e a Escócia, o álbum conseguiu a vice liderança na lista dos mais vendidos, enquanto ficou entre os dez primeiros em locais como Canadá e Irlanda, embora tenha adquirido posições mais moderadas em variadas regiões da Europa.
| Parada musical (2013)                   | Melhor posição |
| --------------------------------------- | -------------- |
| Alemanha — Media Control Charts         | 30             |
| Austrália — ARIA Albums Chart           | 2              |
| Áustria — Ö3 Austria Top 40             | 44             |
| Bélgica — Ultratop 50 (Flandres)        | 9              |
| Bélgica — Ultratop 40 (Valônia)         | 72             |
| Canadá — Canadian Albums                | 7              |
| Dinamarca — Hitlisten Albums Chart      | 18             |
| Escócia — Scottish Albums Chart         | 2              |
| Espanha — Promusicae Albums Chart       | 56             |
| Estados Unidos — Billboard 200          | 6              |
| Estados Unidos — Alternative Albums     | 2              |
| Estados Unidos — Rock Albums            | 2              |
| França — SNEP Albums Chart              | 134            |
| Irlanda — IRMA Albums Chart             | 4              |
| Japão — Oricon Albums Chart             | 61             |
| Noruega — VG-lista Albums Chart         | 5              |
| Nova Zelândia — Recorded Music NZ       | 12             |
| Países Baixos — MegaCharts              | 32             |
| Reino Unido — UK Albums Chart           | 1              |
| Suécia — Sverigetopplistan Albums Chart | 39             |
| Suíça — Hitparade Albums Chart          | 35             |

## Histórico de lançamento
| País           | Data                   | Gravadora       | Formato          | Edição          |
| -------------- | ---------------------- | --------------- | ---------------- | --------------- |
| Austrália      | 27 de setembro de 2013 | Universal Music | Download digital | Padrão e deluxe |
| Nova Zelândia  | 27 de setembro de 2013 | Universal Music | Download digital | Padrão e deluxe |
| Brasil         | 30 de setembro de 2013 | Universal Music | Download digital | Padrão e deluxe |
| Estados Unidos | 30 de setembro de 2013 | Universal Music | Download digital | Edição padrão   |
| Portugal       | 30 de setembro de 2013 | Universal Music | Download digital | Edição padrão   |
| Reino Unido    | 30 de setembro de 2013 | Universal Music | Download digital | Padrão e deluxe |
| Japão          | 2 de outubro de 2013   | Universal Music | Download digital | Edição deluxe   |